# Tonja Buford-Bailey
Tonja Buford-Bailey (geb. Buford; * 13. Dezember 1970 in Dayton, Ohio) ist eine ehemalige US-amerikanische Leichtathletin und Olympiadritte.
Buford-Bailey nahm an den Olympischen Spielen 1992, 1996 und 2000 teil. Bei den Olympischen Sommerspielen 1996 in Atlanta gewann sie die Bronzemedaille im 400-Meter-Hürdenlauf, hinter der Jamaikanerin Deon Hemmings (Gold) und der US-Amerikanerin Kim Batten (Silber).
Außerdem gewann sie bei der Weltmeisterschaft 1995 in Göteborg die Silbermedaille mit einer Hundertstel Rückstand auf Kim Batten, die mit 52,61 s einen neuen Weltrekord aufstellte.
Sie ist seit dem 28. Oktober 1995 mit dem American-Football-Spieler Victor Bailey verheiratet und Mutter eines Sohnes.